# دومينيكي هيانتز
دومينيكي هيانتز (بالألمانية: Dominique Heintz)‏ (15 أغسطس 1993 بنويشتات أن در فاينشتراسه في ألمانيا - ) هو لاعب كرة قدم ألماني في مركزي قلب الدفاع والدفاع. شارك مع منتخب ألمانيا لكرة القدم تحت 18 سنة ومنتخب ألمانيا تحت 19 سنة لكرة القدم ومنتخب ألمانيا تحت 20 سنة لكرة القدم ومنتخب ألمانيا تحت 21 سنة لكرة القدم. أما مع النوادي، فقد لعب مع نادي كايزرسلاوترن ونادي كولن و1. FC Kaiserslautern II ‏.

## روابط خارجية
- دومينيكي هيانتز على موقع قاعدة بيانات كرة القدم.إي يو (الإنجليزية)
- دومينيكي هيانتز على موقع بيانات كرة القدم. دي إي (الألمانية)
- دومينيكي هيانتز على موقع Soccerway.com (الإنجليزية)
- دومينيكي هيانتز على موقع عالم كرة القدم.نت (الإنجليزية)
- دومينيكي هيانتز على موقع AS.com (الإسبانية)